# Sabine Erbès-Seguin
Pour les articles homonymes, voir Seguin.
Sabine Erbès-Seguin est directrice de recherches, émérite au CNRS.
Elle est chercheuse au Groupe d'analyse du social et de la sociabilité (GRASS). Les thèmes principaux de ses recherches portent sur la sociologie de l'emploi, les approches théoriques de la sociologie du travail et la transdisciplinarité dans les sciences sociales

## Principales publications
- Le contrat. Usage et abus d'une notion, Paris : Desclée de Brouwer (coll. Sociologie économique), 1999, 242 p., Notice en ligne
- L'emploi, dissonances et défi, L'Harmattan (coll. Logiques sociales), 2000, 327 p., Notice en ligne
- Bilan de la sociologie du travail - Tome 2. Le travail dans la société, Grenoble : PUG (coll. Libres cours), 2005, 206 p., Notice en ligne
- La sociologie du travail, Paris : La Découverte (coll. Repères, n° 257), 2005, 122 p., Notice en ligne